# Max Woelky
Max Woelky (ur. 8 kwietnia 1985 w Berlinie) – niemiecki aktor teatralny, telewizyjny i filmowy.

## Wybrana filmografia

### Filmy
- 2007: Jakobs Bruder jako Marcel
- 2010: Zyd Süss - Wzlot i upadek (Jud Süss - Film ohne Gewissen) jako sekretarz Goebbels
- 2010: Empathie (TV) jako Thomas
- 2011: Wer rettet Dina Foxx? (TV) jako Vasco
- 2016: Dead Man Working (TV) jako Franz

### Seriale TV
- 2005: Krimi.de jako Lars Fiedler
- 2006: Miłość puka do drzwi (Schmetterlinge im Bauch)
- 2006: Abschnitt 40 jako Tim Bröcker
- 2006-2007: Hinter Gittern - Der Frauenknast jako Sebastian Hecht
- 2007: Jednostka specjalna (GSG 9 - Die Elite Einheit) jako Christian Wagner
- 2008: 112 - na każde wezwanie (112 - Sie retten dein Leben) jako Tobias Niemitz / Thomas Kadinsky
- 2009: Tatort: Kassensturz (Miejsce zbrodni) jako Thomas
- 2009: Wilki z Berlina (Die Wölfe) jako Martin Feiner
- 2010: Nasz Charly jako Mike Schüler
- 2012: Górski lekarz (Der Bergdoktor) jako Leon Vogt
- 2012: Danni Lowinski jako sprzedawca
- 2013: Heiter bis tödlich - Akte Ex jako Florian Berger
- 2017: Miodowe panny (Honigfrauen) jako Tom
- 2018: Inga Lindström: Druga córka (Inga Lindström: Die andere Tochter) jako Steffen
- 2019: Rosamunde Pilcher: Der magische Bus jako Nicolas Arlington
- 2019: Kobra – oddział specjalny jako  Moritz Krämer